# 橋本毅彦
橋本 毅彦（はしもと たけひこ、1957年6月10日 - ）は、日本の科学史家、東京大学総合文化研究科教授。
科学史・技術史が専門。

## 人物
東京都生まれ。1980年、東大教養学部教養学科科学史・科学哲学分科卒。1982年、東京大学大学院理学系研究科科学史修士課程修了。1984年からジョンズ・ホプキンス大学博士課程在籍。1991年、同大学大学院科学史博士課程修了し博士号取得、同年東大教養学部専任講師（科学史・科学哲学）。1993年10月助教授、1996年東京大学工学系研究科助教授、1999年教授、2006年東大総合文化研究科教授。

## 著書
- 『物理科学史 自然哲学から巨大科学まで』放送大学教育振興会 1995
  - 『物理・化学通史 自然哲学から巨大科学まで』放送大学教育振興会 1999
  - 『〈科学の発想〉をたずねて 自然哲学から現代科学まで』左右社 放送大学叢書 2010
- 『<標準>の哲学 スタンダード・テクノロジーの三〇〇年』講談社選書メチエ 2002
  - 『「ものづくり」の科学史 世界を変えた《標準革命》』講談社学術文庫
- 『描かれた技術　科学のかたち―サイエンス・イコノロジーの世界』東京大学出版会 2008
- 『飛行機の誕生と空気力学の形成 国家的研究開発の起源をもとめて』東京大学出版会 2012
- 『近代発明家列伝 世界をつないだ九つの技術』岩波新書、2013
- 『図説科学史入門』ちくま新書、2016

### 共編
- 『遅刻の誕生 近代日本における時間意識の形成』栗山茂久共編 三元社 2001
- 『安全基準はどのようにできてきたか』東京大学出版会 2017

### 翻訳
- アンドレ・ミラード『エジソン発明会社の没落』朝日新聞社 1998
- 『科学大博物館 装置・器具の歴史事典』梶雅範、廣野喜幸共監訳、朝倉書店 2005

## 参考
- 科哲